# Dhamoni
Dhamoni és una vila de l'Índia al districte de Sagar a Madhya Pradesh a uns 45 km al nord de Sagar.

## Història
Fou fundada per Surat Sah un príncep d'una branca de la dinastia gond de Mandla, que fou derrotat vers el 1600 per Raja Barsingh Deva, el raja bundela d'Orchha, que es va apoderar del territori i va reconstruir la ciutat i la fortalesa i la va fer capital d'una comarca amb 2558 pobles formada per la major part dels futurs districtes britànics de Sagar i Damoh. El seu fill i successor Pahar Singh va regnar fins al 1619 quan el territori va ser annexionat per l'Imperi Mogol i administrat per governadors enviats per Delhi.
El darrer governador fou derrotat vers el 1700 pel raja Chhatar Sal de Panna que es va apoderar de la zona que van conservar els seus descendents fins al 1802 quan Umrao Singh, Raja de Patau, es va apoderar de la fortalesa, la vila i tota la regió però només la va conservar uns mesos doncs el 1803 la va haver de cedir als raja bhonsle maratha de Nagpur.
El 1818 Appa Sahib de Nagpur va ser derrotat pels britànics i va fugir; el fort fou atacat pels anglesos dirigits pel general Marshall que va oferir a la guarnició el pagament dels sous que tenien pendents de cobrament, a canvi de l'evacuació, oferta que no fou acceptada; llavors va bombardejar la ciutat i fortalesa i al cap de sis hores es van rendir sense condicions; va passar al domini britànic però en aquest moment la pargana estava formada ja només per 33 pobles. Les ruïnes de mesquites, tombes, edificis i temples acrediten la seva antiga importància. El fort està situat en un turó als passos cap al Bundelkhand dominant la vall del Dhasan